# Ellis Marsalis

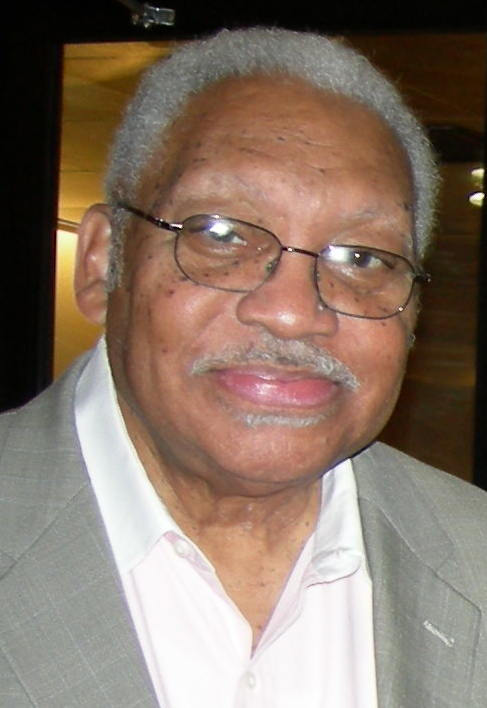
Ellis Marsalis (2007)

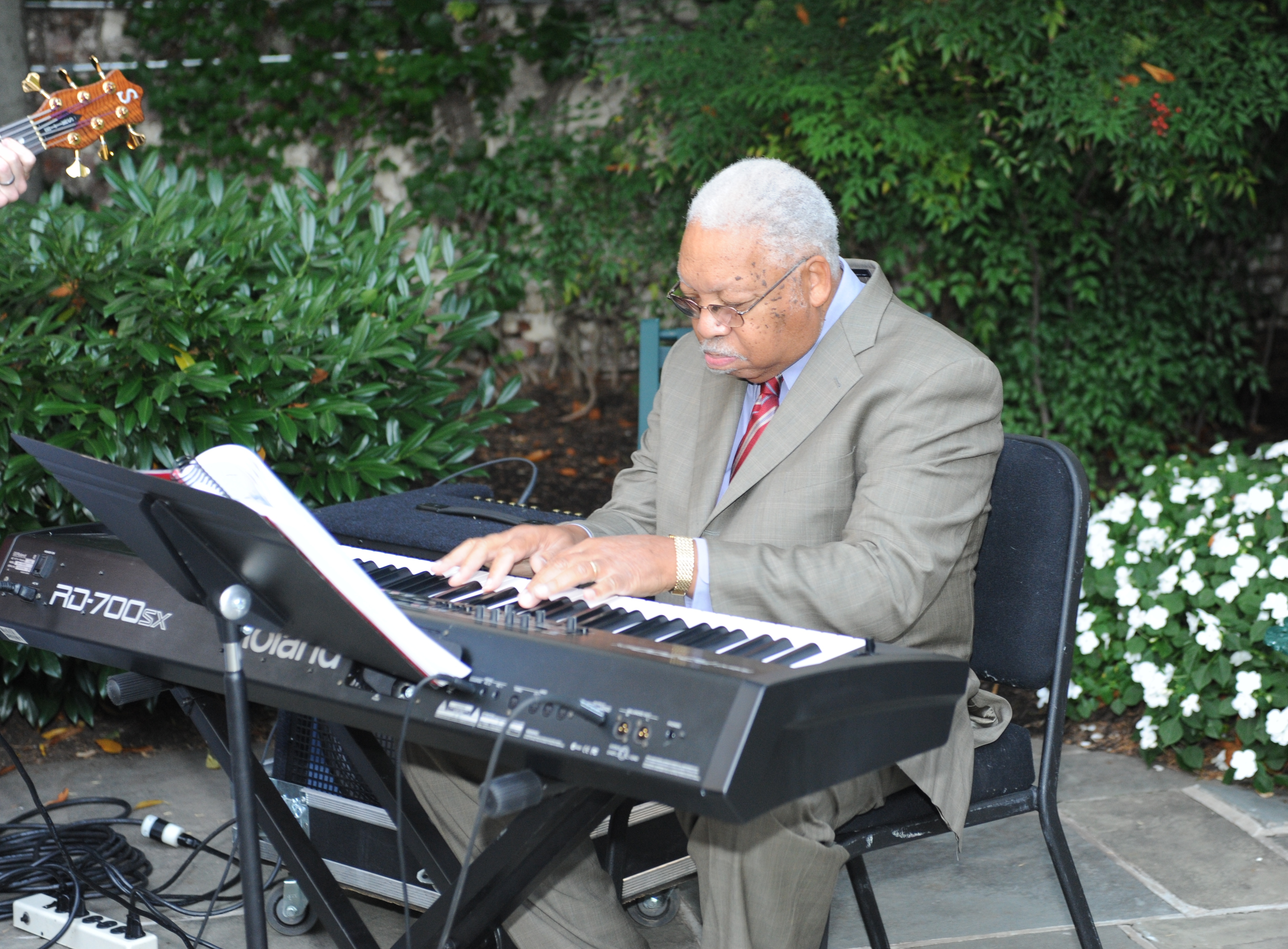
Ellis Marsalis (2009)

Ellis Louis Marsalis Jr. (* 14. November 1934 in New Orleans, Louisiana; † 1. April 2020 ebenda) war ein US-amerikanischer Jazzpianist und Jazz-Pädagoge.

## Leben und Werk
Marsalis lernte zunächst Klarinette und spielte in einer Highschoolband. Zum Klavier wechselte er erst nach seinem Studium der Musikerziehung an der Dillard University, das er 1955 abschloss. Er arbeitete zunächst mit Ed Blackwell und Alvin Batiste zusammen, 1956 eine Zeit lang mit Ornette Coleman. 1963 entstanden Aufnahmen mit dem Coltrane-Epigonen Nat Perrilliat. Nach diversen Erfahrungen als Club-Pianist, Begleiter bekannter Jazzsolisten und in TV-Shows in der Band von Al Hirt ergänzte er seine Studien an der Loyola University. Von 1967 bis 1975 war er Dozent für afroamerikanische Musik und Improvisation an der Xavier University of Louisiana in New Orleans. Danach war er Direktor des New Orleans Center for the Creative Arts (NOCCA).
Als Musiker hat er im Lauf seiner Karriere mit Nat Adderley, der Rebirth Brass Band von Kermit Ruffins und mit David „Fathead“ Newman gearbeitet, außerdem mit lokalen Projekten wie dem American Jazz Quintett und der Heritage Hall Jazz Band. 1989 entstand unter seiner nominellen Leitung das Live-Sessionalbum A Night at Snug Harbor, New Orleans mit Gastmusikern wie Nicholas Payton, Tony Dagradi, Rick Margitza, Donald Harrison und Art Blakey; 1995 gemeinsam mit Sohn Wynton Joe Cool’s Blues, gewidmet der Peanuts-Cartoonmusik sowie Vince Guaraldi. 1999 nahm er ein Soloalbum mit Ellington-Interpretationen auf.
Marsalis ist Vater der berühmten Jazzmusiker Wynton, Branford, Delfeayo und Jason Marsalis. Er war außerdem Lehrer einiger bekannter Jazzmusiker aus der Generation seiner Söhne, nämlich Nicholas Payton, Donald Harrison, Terence Blanchard und anderen. Zu Ehren des Musikers wurde 2011 das Ellis Marsalis Music Centre eröffnet.
Sein Klavierspiel war zunächst von Oscar Peterson und Nat King Cole beeinflusst.
Der Musiker verstarb 85-jährig im Krankenhaus, nachdem sich bei ihm Symptome von COVID-19 gezeigt hatten.

## Diskographische Hinweise
- The Classic Ellis Marsalis (Boplicity, 1963) mit Nat Perrilliat, Marshall Smith, James Black
- Ellis Marsalis Trio (Blue Note, 1990) mit Bob Hurst und Jeff Watts
- Whistle Stop (Columbia, 1993) mit Branford und Jason Marsalis, Bob Hurst, Jeff Watts
- A Night at Snug Harbor, New Orleans (Evidence, 1989) Nicholas Payton, Tony Dagradi, Rick Margitza, Donald Harrison, Bill Huntington, Art Blakey
- Duke In Blue (Columbia, 1999) solo
- Afternoon Session (Music in the Vines, 2000)
- An Open Letter to Thelonious (EFM, 2008)
- Irvin Mayfield & Ellis Marsalis: Love Songs, Ballads, and Standards (Basin Street, 2008)